# جرجرايا
جَرْجَرَايَا هي مدينة تاريخيَّة تقع في منطقة النَّهْرَوان الأسفل، بين واسط وبغداد على الجانب الشرقي من نهر دجلة. كانت مدينة عامرة لكنها خربت بسبب الخراب الذي لحق بمنطقة النهروانات لاحقًا. اشتهرت جرجرايا بكونها منشأ لعدد من العلماء والشعراء والكُتَّاب والوزراء في العصر العبَّاسي، وكثر ذكرها في الشعر.

## تاريخ
ورد ذكر جرجرايا في الشعر، ومن ذلك قول أَبْزُون العُمَاني:

## من أعلامها
نُسب إلى جرجرايا جماعة من الأعلام، منهم:
- محمد بن الصباح الجرجرائي: مولى عمر بن عبد العزيز، راوي حديث نبوي ثقة. توفي سنة 240هـ / 854م).
- الحسن بن شجاع: عالم مسلم أصله من بلخ، وهو من رواة الحديث النبوي. توفي سنة 244هـ / 858م.
- محمد بن الفضل الجرجرائي: تولى الوزارة للخليفة جعفر المتوكل على الله (بعد ابن الزيات) ثم للخليفة أحمد المستعين بالله. كان من أهل الفضل والأدب والشعر. توفي سنة 251هـ / 865م.
- جعفر بن محمد بن الصباح بن سفيان الجرجرائي: مولى عمر بن عبد العزيز. استقر في بغداد وروى الحديث عن الدَّرَاوَرْدِي وهشيم بن بشير. روى عنه عبد الله بن قُحْطَبَة الصُّلْحي وغيره.
- عِصَابة الجرجرائي: واسمه إبراهيم بن بَاذَام. عُرف بحكاياته وأخباره وله ديوان شعر. روى عنه عون بن محمد الكندي.

## في الثقافة المرئية
ظهرت جرجرايا كبلدة صغيرة في لعبة أساسنز كريد: السراب.

### فهرس المنشورات
1. 1 2 3  الحموي (1977)، ج. 2، ص. 123.

### معلومات المنشورات كاملة
الكتب مرتبة حسب تاريخ النشر
- ياقوت الحموي (1977)، معجم البلدان (ط. 1)، بيروت: دار صادر، OCLC:1014032934، QID:Q114913343